# Romana Acosta Bañuelos

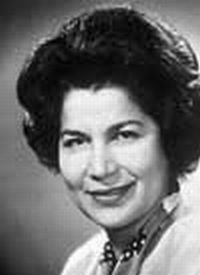
Romana Acosta Bañuelos

Romana Acosta Bañuelos (* 20. März 1925 in Miami, Arizona; † 15. Januar 2018 in Redondo Beach, Kalifornien) war eine US-amerikanische Geschäftsfrau, Bankerin und Regierungsbeamtin.

## Werdegang
Romana Acosta, Tochter von armen mexikanischen Einwanderern, wurde 1925 in der Bergbauindustriestadt Miami (Gila County) geboren. Während der Weltwirtschaftskrise wurde ihre Familie 1933 durch die US-Regierung deportiert, wie tausende andere mexikanischstämmige Amerikaner, wenn auch viele der Deportierten, wie Acosta, in den Vereinigten Staaten geboren wurden. Die Acostas glaubten der Aussage der Beamten, dass sie bald nachdem sich die Wirtschaft im Land erholt hätte, zurückkehren könnten. Daher akzeptierten sie das Angebot der Beamten für ihre Umzugskosten aufzukommen und verließen ihre Heimat friedlich. Sie zogen zu ihren Verwandten, welche eine kleine Ranch im mexikanischen Bundesstaat Sonora besaßen. Zusammen mit ihren Eltern begann Acosta sich früh um die Feldfrüchte zu kümmern, welche ihr Vater und andere männliche Verwandte gepflanzt hatten. Sie half ihrer Mutter in der Küche, machte Empanadas, welche ihre Mutter an Bäckereien und Restaurants verkaufte, um zusätzliches Geld einzunehmen. Während jener Zeit zog ihre Mutter auch Hühner auf wegen ihrer Eier. Acosta machte später folgende Aussage über ihre Mutter:

„She was the type of woman who taught us how to live in any place and work with what we have.“

Acosta nannte ihre Mutter eine einfallsreiche Geschäftsfrau, welche ein starkes Vorbild für sie war für eine Frau, die in wirtschaftlicher Hinsicht mit wenig viel tun konnte. Mit 16 Jahren heiratete sie Martin Torres in Mexiko. Es war kein ungewöhnliches Alter in dieser Kultur zu jener Zeit. Mit ihrem 18. Lebensjahr hatte sie bereits zwei Söhne, Carlos und Martin. 1943 ließ ihr Ehemann die Familie im Stich. Die Ehe wurde geschieden. Sie zog dann mit ihren Kindern in die Vereinigten Staaten. Einigen Berichten zufolge arbeitete sie einige Zeit lang in einem Waschsalon in El Paso (Texas), während nach andere sie ihrer Tante nach Los Angeles (Kalifornien) folgte. Den meisten Berichten zufolge kam sie mit ihren Kindern in Los Angeles an, unfähig Englisch zu sprechen und nur mit sieben Dollar in der Tasche. Acosta fand schnell ein Beschäftigungsverhältnis als Tellerwäscher während des Tages und als Tortillahersteller von Mitternacht bis 6:00 Uhr früh. Sie verdiente bald genug Geld, um etwas ansparen zu können. Im Alter von 21 Jahren heiratete sie einen Mann namens Alejandro Bañuelos und hatte über 500 Dollar angespart. Acosta eröffnete eine eigene Tortillabetrieb in der Innenstadt von Los Angeles. Sie erwarb eine Tortillamaschine, ein Gebläse und eine Maismühle. Ihre Tante half ihr. Acosta verdiente 1949 am ersten Geschäftstag 36 Dollar. Ehrgeizig, jung und engagiert, suchte Acosta ständig nach Möglichkeiten ihre Tortillas an die lokalen Unternehmen zu verkaufen. Als die Absatzmenge stieg, gründete sie ein Unternehmen und nannte es Ramona's Mexican Food Products, Inc. Es bestehen einige Diskrepanzen, wie das Unternehmen zu dem Namen kam: Einige sagen, dass der Schildermaler einen Fehler machte, als er Romana aussprach; andere hingegen beharren darauf, dass Ramona ein früher kalifornischer Volksheld war und wiederum andere glauben, dass es ein fremdländisches Produkt mit dem Namen Romana handelte. Mitte der 1960er Jahre florierte Ramona's Mexican Food Products, Inc. Acosta bekam eine Tochter, welche sie nach ihrem Geschäft Ramona benannte.
Auf der Suche nach Möglichkeiten den Latinos in ihrer Nachbarschaft zu helfen gründeten Acosta und andere Geschäftsleute 1963 die Pan-American National Bank in East Los Angeles (Kalifornien). Die Männer traten zuerst an Alejandro mit diesem Vorschlag heran, aber er war mit politischer Arbeit beschäftigt. Er schlug daher vor, dass die Männer mit Acosta sprechen sollten. Der Hauptzweck der Bank war es die Latinos zu finanzieren, welche ihre eigenen Unternehmen gründen wollten. Acosta glaubte auch, dass die Hispanics ihre Finanzbasis vergrößern könnten und dadurch mehr politischen Einfluss gewinnen könnten sowie in der Lage sein ihren Lebensstandard zu verbessern. 1969 wurde sie zu Vorsitzenden im Vorstand der Bank ernannt und erhielt den Outstanding Business Woman of the Year Award der Stadt. Bürgermeister Sam Yorty überreichte ihr später im selben Jahr eine Belobigung vom County Board of Supervisors. Acosta richtete ein College-Stipendium-Fonds ein, das Ramona Mexican Food Products Scholarship, für arme mexikanischstämmige amerikanische Studenten.
Mit einem Bankvermögen in Millionenhöhe und schnell steigenden Einlagen, zog der große Erfolg der Pan-American National Bank die Aufmerksamkeit der Administration von Richard Nixon auf sich. Der Präsident suchte zu jener Zeit nach einer Möglichkeit die Unterstützung der Republican National Hispanic Assembly zu vergelten, welche eine wichtige Rolle bei seiner Wahl gespielt hatte. Acosta erklärte sich bereit, dass ihr Name für den Posten des Treasurer of the United States in Betracht gezogen werden konnte, als sie 1970 angesprochen wurde. Sie glaubte nicht irgendeine Chance zu haben, nominiert und bestätigt zu werden, also ging sie ihrem Alltagsleben nach. Sie war fassungslos, als Präsident Nixon sie persönlich als seine Kandidatin auswählte. Während ihres Nominierungsprozesses war sie sogar noch erstaunter, als plötzlich eine Razzia in ihrem Tortillabetrieb durch die Einwanderungsbehörde stattfand. Berichten zufolge führten die Agenten entgegengesetzt zu ihren üblichen Methoden eine laute, störende Razzia im Betrieb durch, welche eine Menge Aufmerksamkeit in der Presse auf sich zog und die Nominierungschancen von Acosta für den Posten des US-Treasurers anscheinend schädigte. Präsident Nixon stand zu ihr und nannte diese Razzia politisch motiviert, angestiftet durch die Demokratische Partei. Sie wurde später bestätigt, nach dem eine Senatsuntersuchung bestätigte, dass die Razzia nur durchgeführt wurde, um der Nixon Administration zu schaden. Trotz der hässlichen Affäre wurde Acosta der 34. Treasurer of the United States und die erste Latina in der Geschichte der Vereinigten Staaten, welche diesen Posten innehatte. Sie trat ihr Amt am 17. Dezember 1971 an und wurde die ranghöchste Mexikanischstämmige in der Regierung. Ihre Tochter würde über die Leistung ihrer Mutter folgendes sagen:

„My mother's legacy is that she ran the place as a business, not just as another wing of the government.“

Acosta war eine Amtszeit als Treasurer tätig, als sie 1974 zurücktrat, um mehr Zeit für ihr Geschäft, Familie und philanthropische Aktivitäten zu haben. Sie sagte 1979 während eines Interviews mit dem Nuestro Magazine folgendes:

„It was a beautiful experience. I will always be grateful to President Nixon.“

Im selben Jahr gehörte Acosta zu den Gründungsmitgliedern der Executive Women in Government.
Um 1979 stellte Ramona's 22 verschiedene Nahrungsmittelprodukte her und vertrieb sie. Mehr als 400 Mitarbeiter arbeitete dort und es wurde ein Umsatz von 12 Millionen Dollar pro Jahr erzielt. Der Erfolg des Unternehmens war maßgeblich an der Verbreitung der mexikanischen Küche in den Vereinigten Staaten. Mit dem Anwachsen der hispanische Bevölkerung im Land stiegen auch die Verkäufe von Tortillas, Empanadas und vieler anderer traditioneller Gerichten. Indessen begannen auch andere ethnische Gruppen sich für die preiswerten, leckeren Speisen zu interessieren, was die Gewinne des Unternehmens erhöhte. Ramona's wuchs während der 1980er Jahre weiterhin. Es wurde einer der größten Vertreiber und Hersteller von mexikanischen Lebensmitteln in Kalifornien.
Während der 1980er und 1990er Jahre war Acosta weiterhin als Präsidentin der Ramona's Mexican Food Products, Inc. und der Pan-American National Bank tätig. Bis 1992 hatte sie drei Amtszeiten den Vorsitz im Vorstand der Bank gedient. In den späten 1990er Jahren erlaubte sie ihren drei Kindern das Tagesgeschäft bei Ramona's zu übernehmen. Sie spielten auch bedeutende Rollen im Bankgeschäft. Acosta blieb CEO bei der Pan-American National Bank und Präsidentin der Ramona's Mexican Food Products, Inc. Sie leitete beide Geschäfte von ihrem Zuhause in Los Angeles aus. Die Familie Acosta besaß zwei Drittel Anteile der börsennotierten Bank. Mit der Hilfe der Pan-American National Bank im wirtschaftlich notleidenden East Los Angeles entwickelte sich ein Gefühl der Gemeinschaft und war ein wesentlicher Faktor für die wirtschaftliche Verbesserung der Situation bei den Latinos.

## Auszeichnungen
- Outstanding Business Woman of the Year, City of Los Angeles, 1969
- Commendation Award, County of Los Angeles, 1969
- Woman Achievement Award, The East Los Angeles Community Union (TELACU), 1977
- Lifetime Achievement Award, Latino Business Chamber of Greater Los Angeles, 2011